# Virulenza
La virulenza è la capacità di un agente patogeno (virus, batterio, ecc.) di attraversare i sistemi di difesa di un organismo ospite, per poi moltiplicarsi in esso provocando al contempo danni più o meno gravi. Alcuni dopo essere penetrati ed essersi diffusi esplicano la loro azione solo su alcuni organi o apparati, altri interessano tutto l'organismo causando danni generalizzati.

## Fattori
La virulenza viene studiata soprattutto nei batteri, per i quali si parla di fattori di virulenza: questi sono responsabili della patogenicità del germe, cioè della sua capacità di dare malattia. Possono essere distinti in: 
- fattori che favoriscono la sopravvivenza della specie e il superamento delle barriere anatomiche;
- fattori che permettono di eludere o degradare gli anticorpi dell'ospite;
- fattori che permettono di eludere o inattivare le difese cellulari dell'ospite.